# IV Corpo d'armata (Regio Esercito)
Il IV Corpo d'armata è stato una grande unità militare del Regio Esercito Italiano della prima e della seconda guerra mondiale.

## Storia
Il "IV Corpo d'armata" traeva la sua origine dal "IV Grande comando militare", costituito il 25 marzo 1860 con sede a Bologna, con funzioni prevalentemente territoriali, in grado di trasformarsi in comando di corpo d'armata in caso di guerra; la sua giurisdizione si estendeva su un territorio compreso tra i fiumi Panaro e Tavollo. Il comando del "IV Grande comando militare" venne affidato al tenente generale Domenico Cucchiari, avvicendato poi dal tenente generale Enrico Cialdini
Trasformato in Comando IV Corpo d'armata mobilitato nel 1860-1861 e nel 1866 venne soppresso nel 1867 e le divisioni di appartenenza divennero autonome.
Il 15 agosto 1870 per la campagna di Roma, venne costituito il 4º Corpo d'Esercito al comando del Tenente generale Raffaele Cadorna, sciolto il 9 ottobre e trasformato nel gennaio 1871 nel Comando generale dell'Esercito in Roma, posto al comando del Tenente generale Umberto di Savoia, principe di Piemonte, futuro Re d'Italia.
Nel 1873 il Comando generale dell'Esercito in Roma venne sciolto e al suo posto venne creato il IV Comando generale e trasferito a Firenze.
All'atto dell'istituzione dei comandi di corpo d'armata, con decreto 22 gennaio 1877 al IV Comando generale subentra, il 22 marzo 1877, il IV Corpo d'Armata, che, trasferito a Piacenza e poi nel 1888 a Genova, mantenne tale denominazione fino all'Armistizio dell'8 settembre 1943, eccetto che durante la prima e la seconda guerra mondiale, quando, tra il 1915 e il 1919 e poi tra il 1940 e l'8 settembre 1943 assunse la denominazione di Comando IV Corpo d'armata mobilitato. Nel corso degli anni la sede del comando è stata Firenze, Piacenza, Genova, Bologna, Verona e Bolzano.
Allo scoppio della prima guerra mondiale il IV corpo d'armata era al comando del generale Mario Nicolis di Robilant che lo condusse alla conquista del Monte Nero Nel corso del conflitto il IV Corpo combatte sul fronte dell'Isonzo e nella battaglia di Caporetto copriva il fianco settentrionale della 2ª Armata italiana tra il Monte Rombon e Dolje. Le difese italiane vennero rapidamente travolte e la rapida avanzata tagliò la linea di ritirata del IV Corpo d'armata, con la maggior parte degli uomini e del materiale del IV Corpo d'armata catturati dalle truppe degli Imperi Centrali e il IV Corpo d'armata non venne ricostituito fino alla fine della guerra.
Al termine del conflitto, tra il 1919 e il 1926, trasferita la sede del comando a Bologna, la denominazione è stata IV Corpo d'Armata di Bologna. Dopo avere trasferito la sua sede comando, prima per un breve periodo a Verona e poi a Bolzano, tra il 1926 e il 1940 la sua denominazione è stata Corpo d'Armata di Verona (IV) e poi IV Corpo d'Armata di Bolzano (IV) dopo il trasferimento definitivo a Bolzano.
All'entrata in guerra dell'Italia nel corso della secondo conflitto mondiale, inquadrato nella 4ª Armata del generale Alfredo Guzzoni, il IV Corpo d'armata, al comando del Generale di corpo d'armata Camillo Mercalli, inquadrava le divisioni "Sforzesca" "Assietta" e "Parma" e venne impiegato all'inizio delle ostilità contro la Francia nel giugno 1940 sul fronte alpino occidentale, partecipando dal 21 al 25 giugno alle operazioni nel settore di Monginevro e nella conca di Briançon. 
Al 10 giugno 1940 era supportato dalla 40ª Squadriglia Ricognizione per l'Aviazione Ausiliaria per l'Esercito.
Dopo l'armistizio di Villa Incisa, nel 1941 il IV Corpo d'armata venne trasferito in Albania, dove il 29 novembre 1941 il generale Camillo Mercalli venne avvicendato al comando della grande unità dal generale di corpo d'armata Carlo Spatocco, prendendo parte alle operazioni sul fronte greco-albanese. Terminate le operazioni contro la Grecia, nel 1942 e nel 1943, il IV Corpo d'armata rimane in Albania con compiti di presidio e di ordine pubblico. Alla data dell'armistizio dell'8 settembre 1943 il IV corpo d'armata operava in seno alla 9ª Armata del generale Renzo Dalmazzo, era schierato in Albania, con Quartier generale a Durazzo, ed era composto dalla divisione fanteria "Perugia" comandata dal generale Ernesto Chiminello), dalla divisione fanteria "Parma" comandata dal generale Enrico Lugli, dalla divisione motorizzata "Brennero" comandata dal generale Aldo Princivalle e varie unità minori.
In quel giorno il generale Carlo Spatocco si trovava ad Argirocastro presso il comando della 151ª Divisione fanteria "Perugia" per concordare l'inizio di un'operazione antipartigiana con il comandante della divisione, generale Chiminello, ed apprese dell'armistizio dalla radio solo al suo ritorno a Durazzo e in seguito alle vicende che seguirono la proclamazione dell'armistizio il IV Corpo d'Armata venne sciolto, mentre un tragico destino attendeva il suo comandante, generale Spatocco, che fatto prigioniero dai tedeschi il 21 settembre e trasferito dapprima in Germania e poi presso il Campo di concentramento in Polonia, avendo deciso all'inizio del 1945 l'Alto Comando della Wehrmacht l'evacuare dei campi di concentramento dai prigionieri di guerra italiani, trasferendoli a tappe forzate a Luckenwalde, una località a sud di Berlino, stremato da una lunga marcia, fu ucciso da un milite delle SS il 31 gennaio 1945.

## La ricostruzione
Il 1º maggio 1945, venne insediato a Bolzano il IV Comando militare territoriale, che nel 1952 venne trasformato nel Comando IV Corpo d'armata, trasfotmato a partire dal 1º gennaio 1973 in IV Corpo d'armata alpino, avendo inquadrato in quella data alle sue dipendenze tutte le truppe alpine dell'Esercito Italiano.
Con la ristrutturazione dell'Esercito del 1975 la denominazione venne cambiata in 4º Corpo d'armata alpino.
Dal 1º ottobre 1997 in attuazione del nuovo modello di difesa varia compiti e organico e diventa Comando truppe alpine